# Ogród biblijny w Muszynie
Ogród biblijny w Muszynie – ogród biblijny w Muszynie, w Polsce w którym hoduje się rośliny biblijne. Otwarty został 28 czerwca 2015 r. przy kościele parafialnym Świętego Józefa Oblubieńca NMP w Muszynie.
Pomysłodawcą ogrodu był ks. Paweł Stabach, a projektantem Zofia Włodarczyk, nauczyciel akademicki Uniwersytetu Rolniczego w Krakowie i autorka książki Rośliny biblijne. Celem ogrodu jest ukazywanie treści biblijnych i roślin biblijnych w plenerze. Budowa powstała dzięki dofinansowaniu Unii Europejskiej z Małopolskiego Regionalnego Programu Operacyjnego 2007-2013 w wysokości ponad 2,5 mln zł. Na terenie ogrodu znajduje się źródło wody mineralnej „Maryja”.
Chronologicznie jest to czwarty ogród biblijny w Polsce i dotychczas (2016 r.) największy, mający 1,3 ha powierzchni. Znajduje się przy kościele parafialnym w Muszynie, przy ul. Kościelnej 62. Posiada miniaturowe krajobrazy, ścieżki do zwiedzania, małą architekturę. Podzielony jest na 5 ogrodów tematycznych:
- Ogród historii zbawienia. Opowiada historię zbawienia od stworzenia świata po wydarzenia opisane w Apokalipsie św. Jana.
- Ogród krajobrazów biblijnych. Przedstawia geografię Ziemi Świętej, jej charakterystyczne krajobrazy, wybrane sposoby uprawy roli i życia mieszkańców.
- Winnica Pańska i nauka proroków. Przedstawia główne tematy nauczania proroków. Znajduje się tutaj zbudowana z kamienia wieża strażnicza, tłocznia winogron i oliwek i wybrane fragmenty Pisma Świętego dotyczące proroków: Izajasza, Jeremiasza, Ezechiela, Daniela, Abdiasza, Amosa, Ozeasza, Micheasza, Sofoniasza, Nahuma, Habakukaa, Aggeusza, Zachariasza, Malachiasza, Joela i Jonasza.
- Dziecięcy ogród biblijny.
- Ogród dla zakochanych.

Zwiedzanie ogrodu jest bezpłatne. Ogród otwarty jest  codziennie od wtorku do soboty w godzinach 10:00 – 18:00, w niedzielę w godzinach 9:00 – 19:00 – „dzień ciszy” – bez przewodnika.

## Galeria

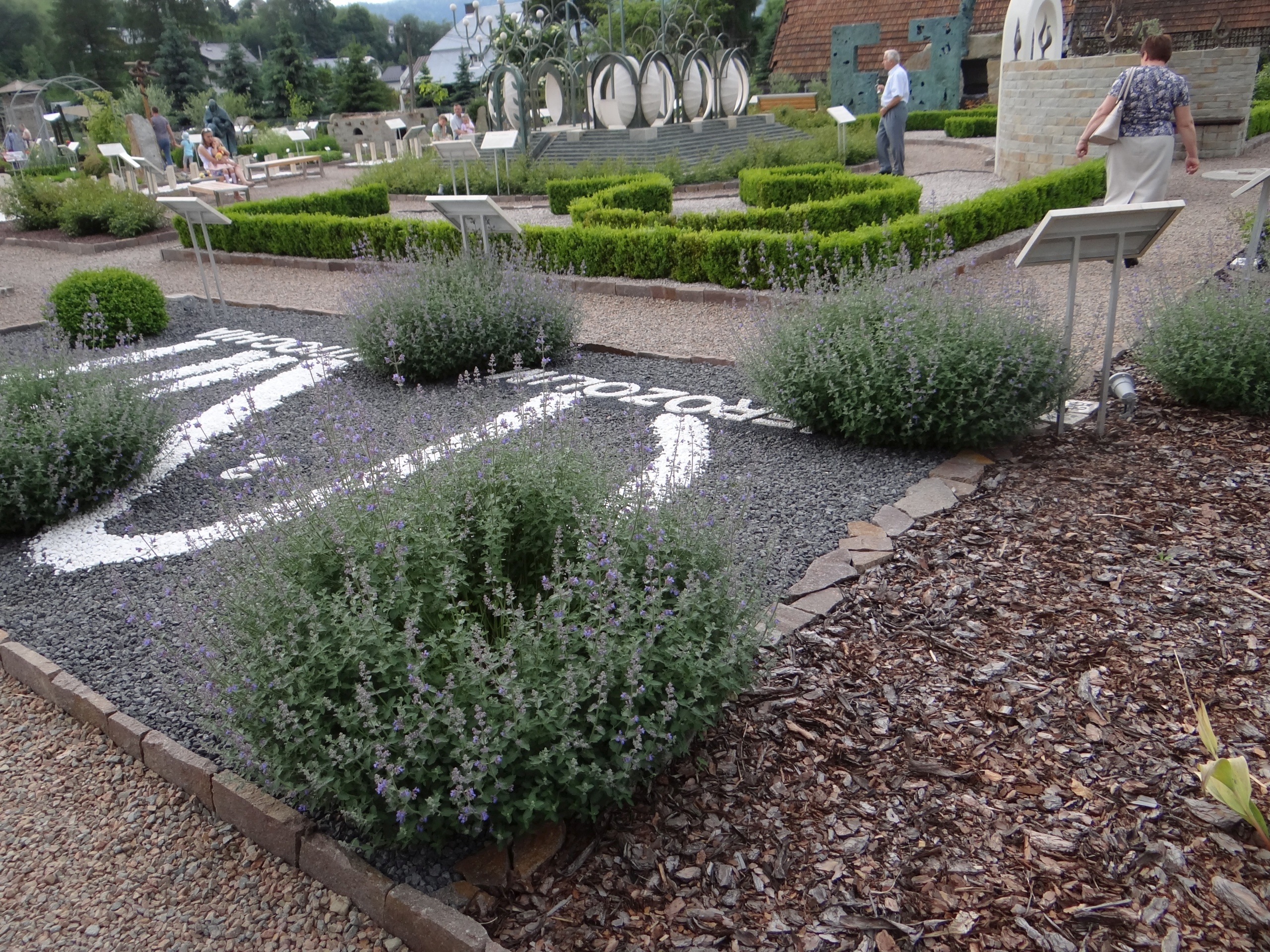
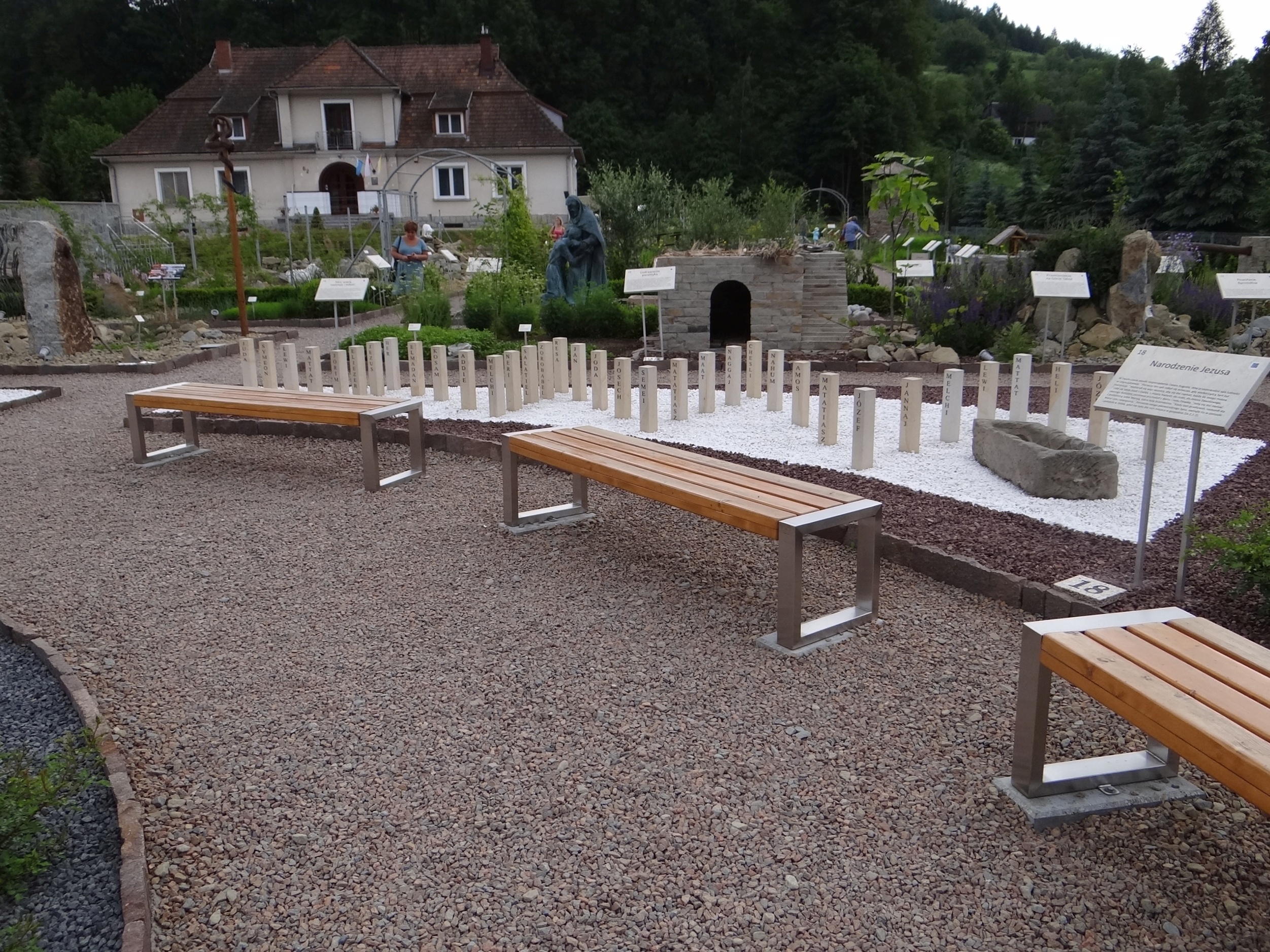
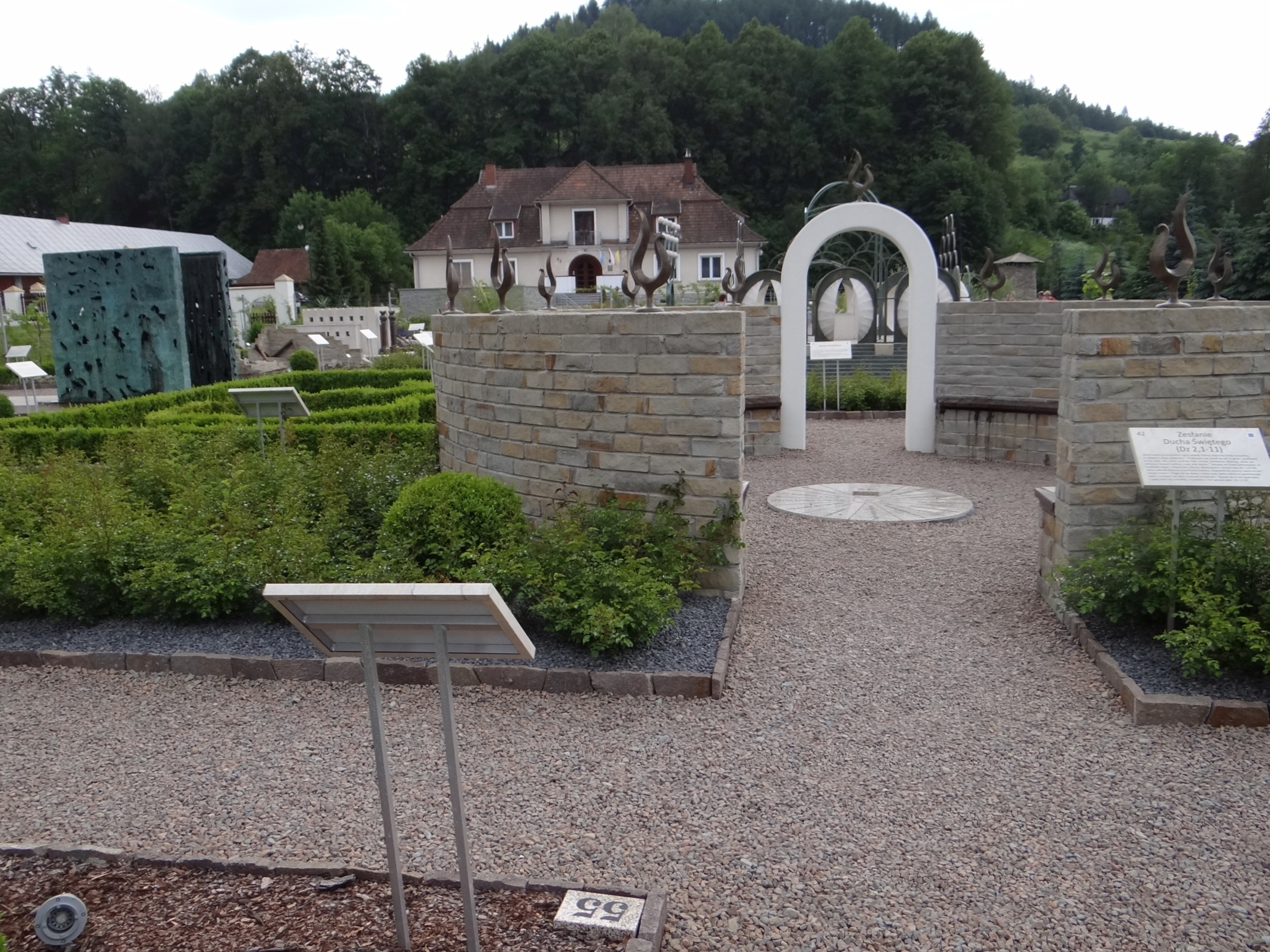
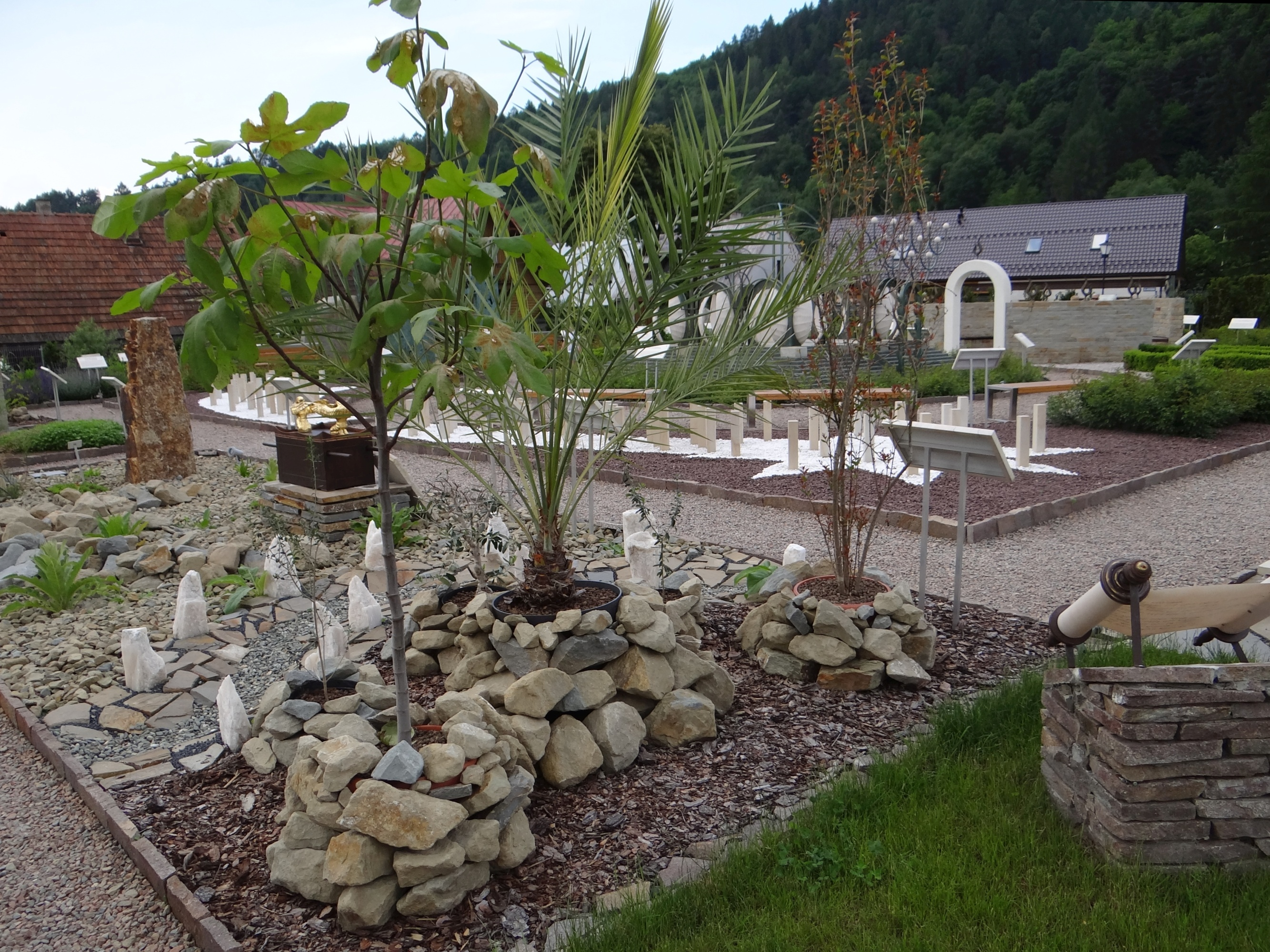
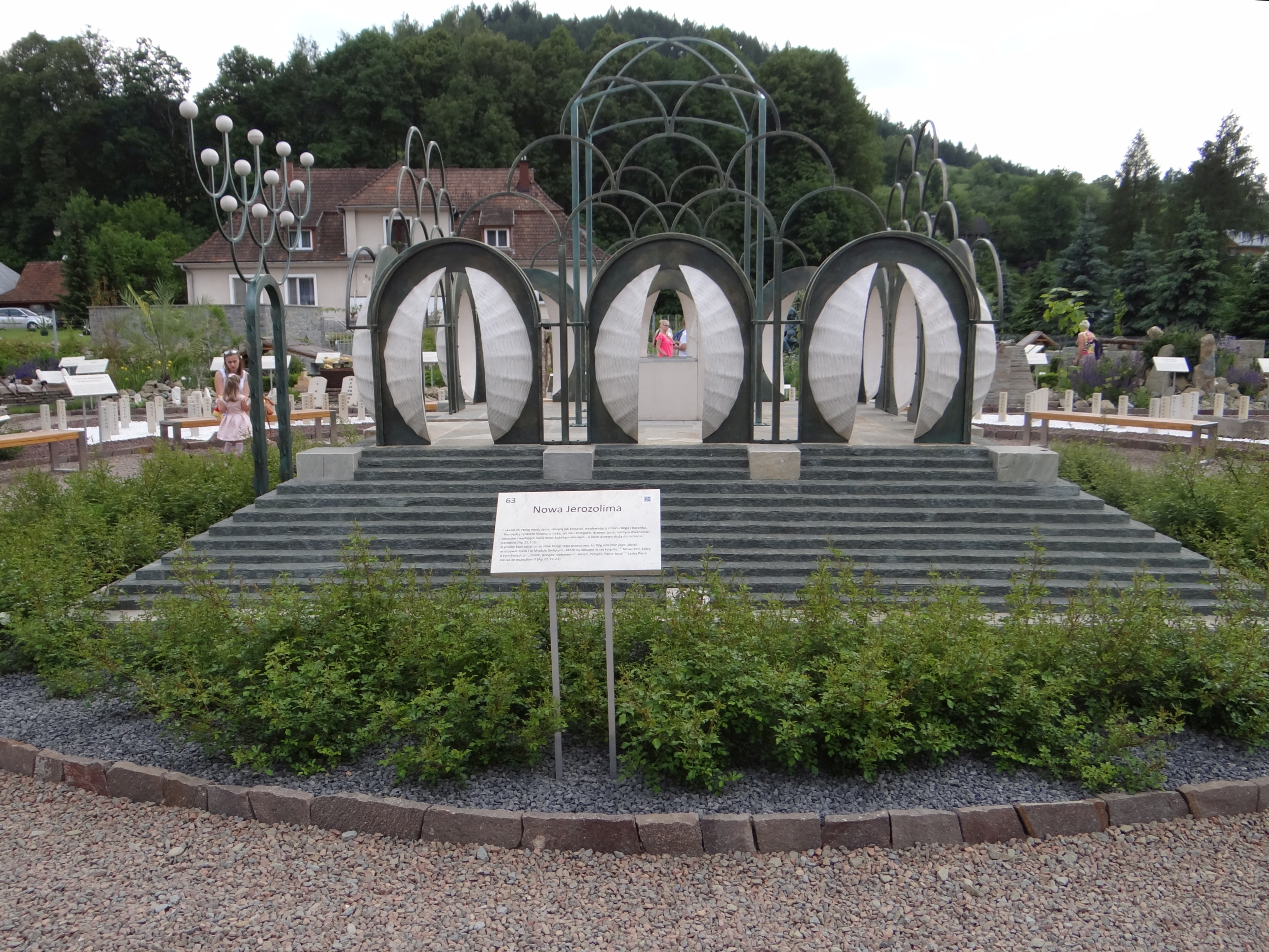
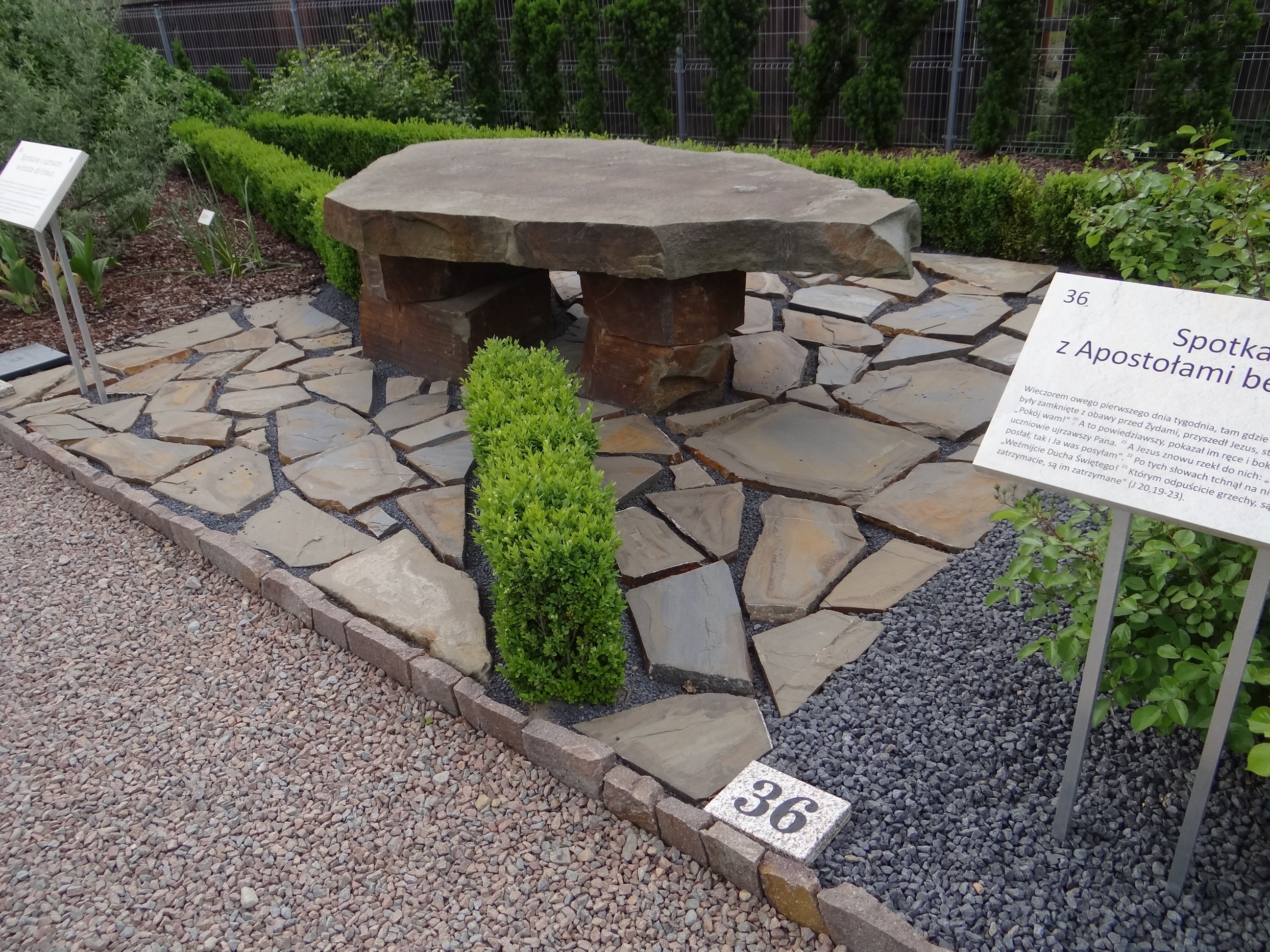
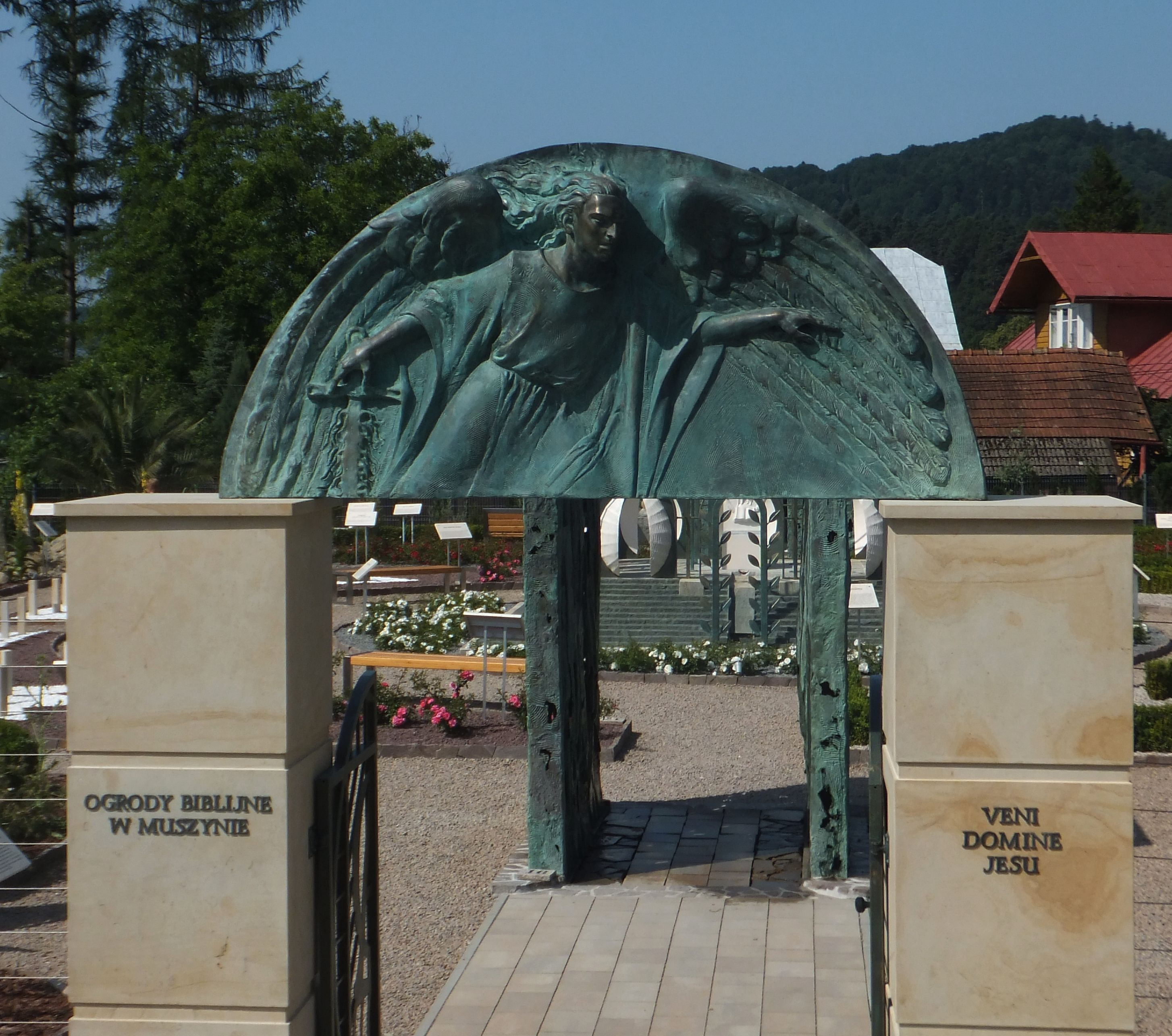
Ogrody biblijne, wejście